# Koprivna, Železna Kapla - Bela
Koprivna (nemško Koprein Sonnseite) je naselje v Občini Železna Kapla - Bela v Okraju Velikovec na Koroškem v Avstriji.